# Mark Timlin
Pour les articles homonymes, voir Timlin.
Mark Timlin, né le 15 juin 1944 à Cheltenham, dans le Gloucestershire, en Angleterre, est un écrivain britannique, auteur de roman policier.

## Biographie
Il commence à travailler dans le milieu du rock 'n' roll. Il est machiniste itinérant des Who et de T. Rex. Il est également critique littéraire spécialisé dans la littérature policière « pour le journal The Independent et assure une rubrique dans la revue Crime Time ».
Sous différents pseudonymes, il publie dès le milieu des années 1980 des romans érotiques et un roman de science-fiction.
En 1988, il publie son premier roman policier, Une bonne année pour les roses (A Good Year for the Roses), premier volume d'une série de plus de quinze titres consacrée à Nick Sharman, un ancien flic londonien et ancien drogué, que son épouse a abandonné et qui est devenu détective privé. Dans plusieurs romans de la série, le récit met en scène des groupes de rock rappelant Fleetwood Mac dans Zip Gun Boogie ou The Doors et son chanteur Jim Morrison dans Pretend We're Dead.

## Œuvre

### Romans

#### Romans signés Mark Timlin

##### SérieNick Sharman
- A Good Year for the Roses (1988) Publié en français sous le titre Une bonne année pour les roses, Paris, Éditions Gallimard, coll. « Série noire » no 2280  (ISBN 2-07-049280-X)
- Romeo's Tune (1990)
- Gun Street Girl (1990)
- Take the A-Train (1991)
- The Turnaround (1992)
- Hearts of Stone (1992)
- Zip Gun Boogie (1992)
- Falls the Shadow (1993)
- Ashes by Now (1993)
- Pretend We're Dead (1994)
- Paint It Black (1995)
- Find My Way Home (1996)
- A Street That Rhymed At 3 AM (1997)
- Dead Flowers (1998)
- Quick Before They Catch Us (1999)
- All the Empty Places (2000)
- Stay Another Day (2010)

##### Autres romans
- I Spied a Pale Horse (1999)
- Answers from the Grave (2004)

#### Romans signés Johnny Angelo
- Groupies (1993)
- Groupies 2 (1994)
- Champagne Sister (1995)

#### Romans signés Jim Ballantyne
- The Torturer (1995)

#### Romans signés Holly Delatour
- The Downfall of Danielle (1993)
- What Katy Dunn Did (1994)

#### Romans signés Lee Martin
- Gangster's Wives (2007)
- The Lipstick Killers (2009)

#### Romans signés Martin Milk
- That Saturday (1996)

#### Romans signés Tony Williams
- Valin's Raiders (1994)
- Blue on Blue (1999)

### Recueil de nouvelles

#### SérieNick Sharman
- Sharman and Other Filth (1996)

### Autre ouvrage
- 101 Best TV Crime Series (2010)

## Adaptations

### Au cinéma
- 1995 : The Turnaround, film britannique réalisé par Suri Krishnamma avec Clive Owen dans le rôle de Nick Sharman, adaptation du roman éponyme

### À la télévision
- 1996 : série télévisée britannique Sharman, avec Clive Owen dans le rôle de Nick Sharman, adaptation de plusieurs romans de la série.

## Sources
: document utilisé comme source pour la rédaction de cet article.
- Claude Mesplède (dir.), Dictionnaire des littératures policières, vol. 2 : J - Z, Nantes, Joseph K, coll. « Temps noir », 2007, 1086 p. (ISBN 978-2-910-68645-1, OCLC 315873361), p. 888.